# 蒙希圣埃卢瓦
蒙希圣埃卢瓦（法語：Monchy-Saint-Éloi，法語發音：[mɔ̃ʃi sɛ̃.t‿elwa]）是法国瓦兹省的一个市镇，位于该省南部，属于克莱蒙区。

## 地理
蒙希圣埃卢瓦（49°17'24"N, 2°28'2"E）面积3.88 平方千米，位于法国上法蘭西大區瓦兹省，该省份为法国北部内陆省份，北起索姆省，西接厄尔省和滨海塞纳省，南至塞纳-马恩省和瓦兹河谷省，东临埃纳省。
与蒙希圣埃卢瓦接壤的市镇（或旧市镇、城区）包括：莫涅维尔、昂日库尔、科夫里、莱涅维尔、瓦兹河畔诺让、维莱圣保罗。

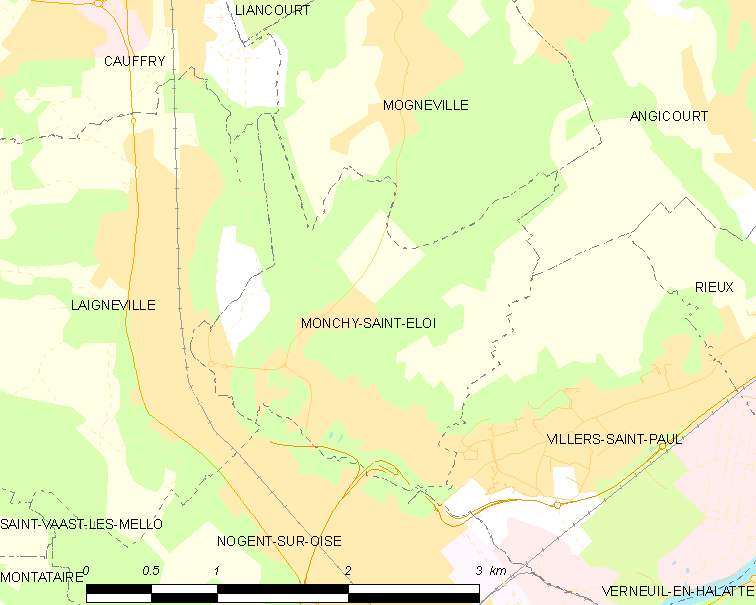
蒙希圣埃卢瓦的OSM定位图

蒙希圣埃卢瓦的时区为UTC+01:00、UTC+02:00（夏令时）。

## 行政
蒙希圣埃卢瓦的邮政编码为60290，INSEE市镇编码为60409。

## 政治
蒙希圣埃卢瓦所属的省级选区为瓦兹河畔诺让县。

## 人口

1962-2008年间蒙希圣埃卢瓦人口变化图示

蒙希圣埃卢瓦于2022年1月1日时的人口数量为2161人。